# 半道橋出入口

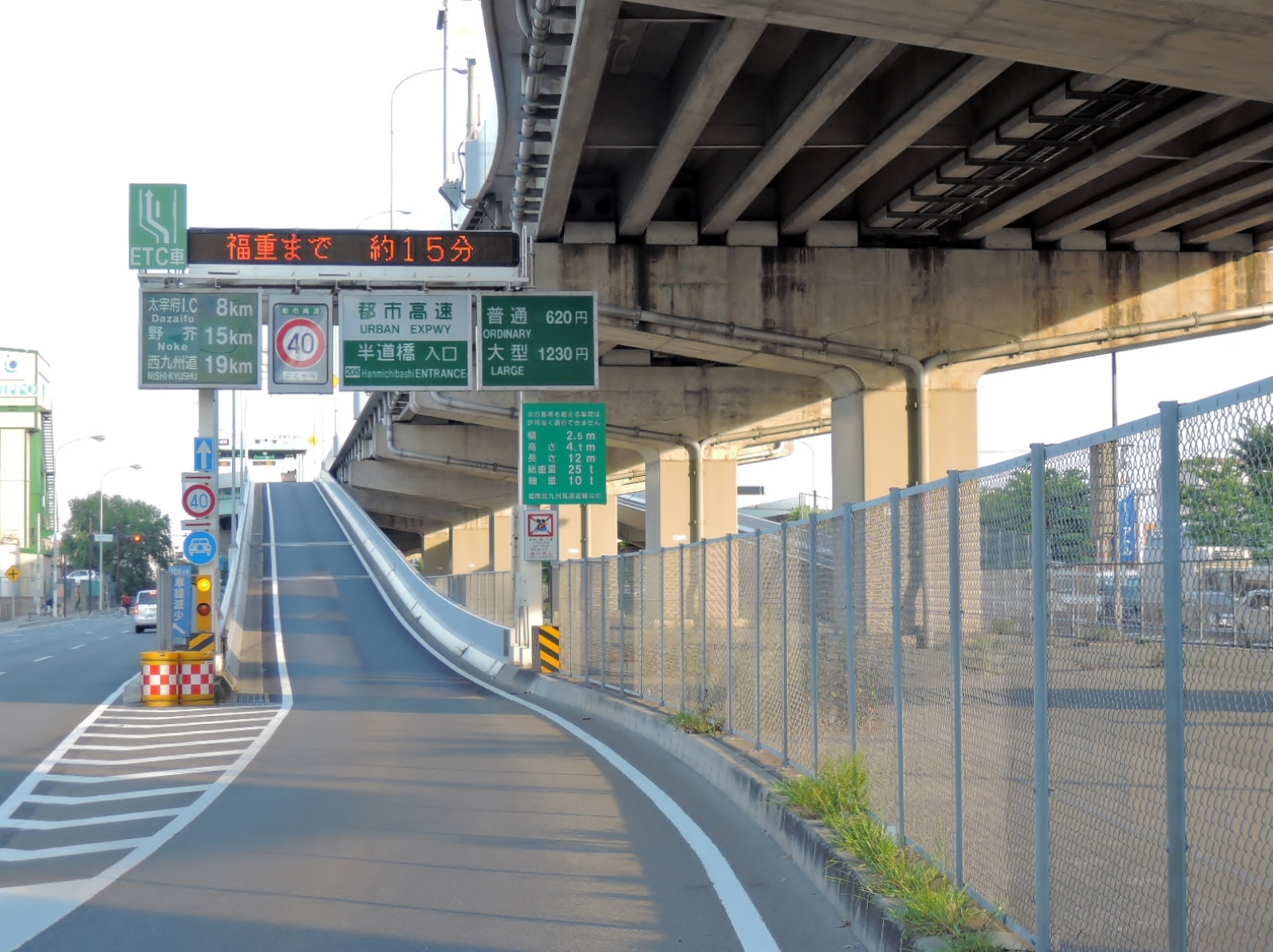
福岡高速道路環状線半道橋出入口。博多駅方面より太宰府方面へ向かって撮影。正面は太宰府、福重方面への入口。右手に福重、太宰府方面からの出口。

半道橋出入口（はんみちばしでいりぐち）は福岡県福岡市博多区半道橋付近にある福岡高速道路環状線の出入口である。
福岡空港国際線入り口に非常に近い。

## 接続する道路
- 国道3号福岡南バイパス

## 周辺
- 福岡空港
  - 国際線ターミナルの正面にあたる。
- 博多図書館
- 博多体育館
- 国道3号
- きよみ通り
- カラオケ館福岡半道橋店
- ラウンドワンスタジアム博多半道橋店
- ヤマダデンキテックランド博多本店
- 筑紫通り
- プレナス本社

## 料金所

### 水城・野芥方面
- ブース数：2
  - ETC専用：1
  - 一般：1

## 注意点
- 千鳥橋JCT方面（北行き）へは行けない。同様に 千鳥橋JCT方面からは降りることができない。また、ここを過ぎると千代出入口まで出られない。
- 朝夕のラッシュ時は渋滞することが多い。渋滞の最後尾が月隈をこえることもしばしばある。

## 隣
福岡高速環状線
(204)榎田出入口 - (205)半道橋出入口 - (206)月隈出入口